# Guaniamo
Guaniamo est l'une des six divisions territoriales et l'une des cinq paroisses civiles de la municipalité de Cedeño dans l'État de Bolívar au Venezuela. Sa capitale est El Milagro.

## Géographie

### Hydrographie
Le territoire est traversé par des cours d'eau du sud vers le nord du bassin versant du fleuve Orénoque qui longe la municipalité de Cedeño au nord, notamment le río Cuchivero et le río Guaniamo qui flanquent la division territoriale à l'est et à l'ouest.

### Démographie
Hormis sa capitale El Milagro, la paroisse civile possède plusieurs localités :
- El Diamante
- El Milagro